# Medeleni, Bacău
Medeleni este un sat în comuna Vultureni din județul Bacău, Moldova, România. La recensământul din 2002 avea o populație de 161 locuitori.